# Attilio Barion
Attilio Barion (Arquà Polesine, 1877 – 1933) è stato un editore italiano, fondatore nel 1908 a Sesto San Giovanni di una casa editrice, dapprima in società come Edizioni Madella, poi dal 1918 come "A. Barion",  e in seguito come A. Barion Casa per edizioni popolari.

## Attività
Pubblicò i libretti delle opere, in concorrenza con Ricordi  Attilio Barion era molto attento ad utilizzare le opportunità accordate dalla legge sul diritto d'autore allora vigente della licenza obbligatoria riuscendo così a pubblicare a prezzi concorrenziali i libretti più famosi.
Oltre che a titoli destinati al grande pubblico come Carolina Invernizio, pubblicò i classici a prezzo contenuto. Curò la diffusione della letteratura italiana anche nei luoghi di emigrazione come il Sud America, in particolare l'Argentina.
Fu il primo editore a pubblicare le opere complete di Francesco De Sanctis, affidate alla curatela di Luigi Galeazzo Tenconi, e collaborò con l'Istituto per le biblioteche scolastiche e popolari. Fu definito l'editore tipo delle bancarelle che, trasformò in un efficace mezzo di diffusione della cultura negli ambienti popolari, in contrapposizione ad una visione elitaria del mondo dell'editoria. Dopo la sua morte la casa editrice fu retta dalla moglie, per confluire poi nella Mursia.

## Libretti d'opera

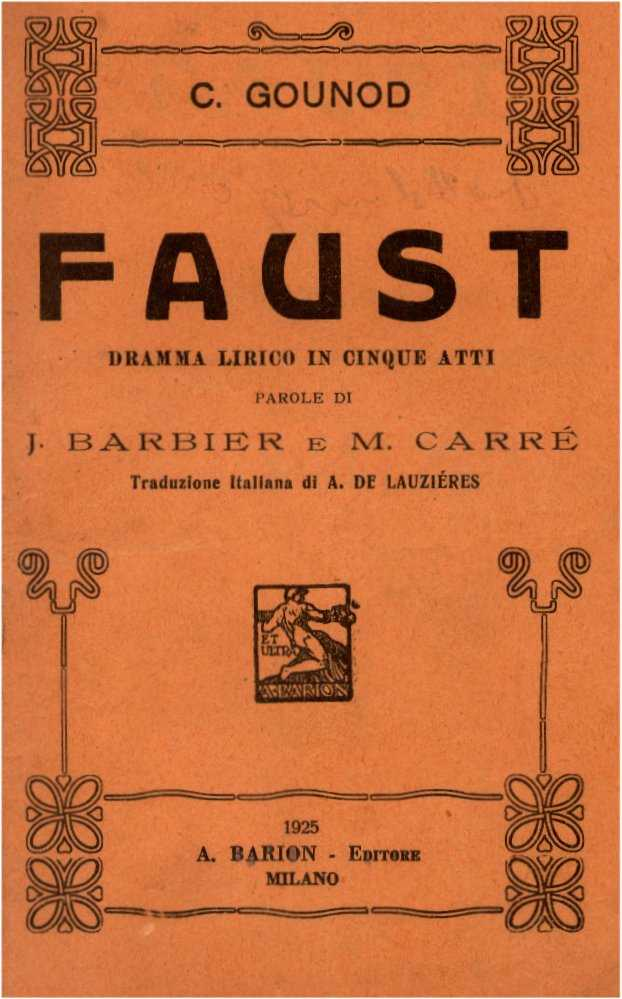
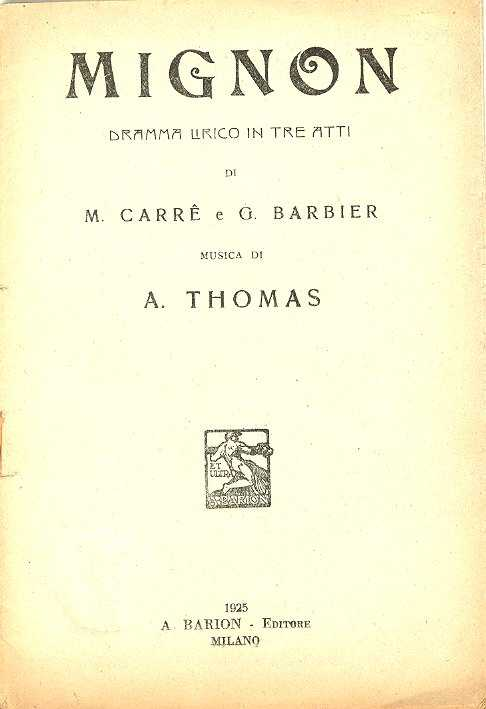
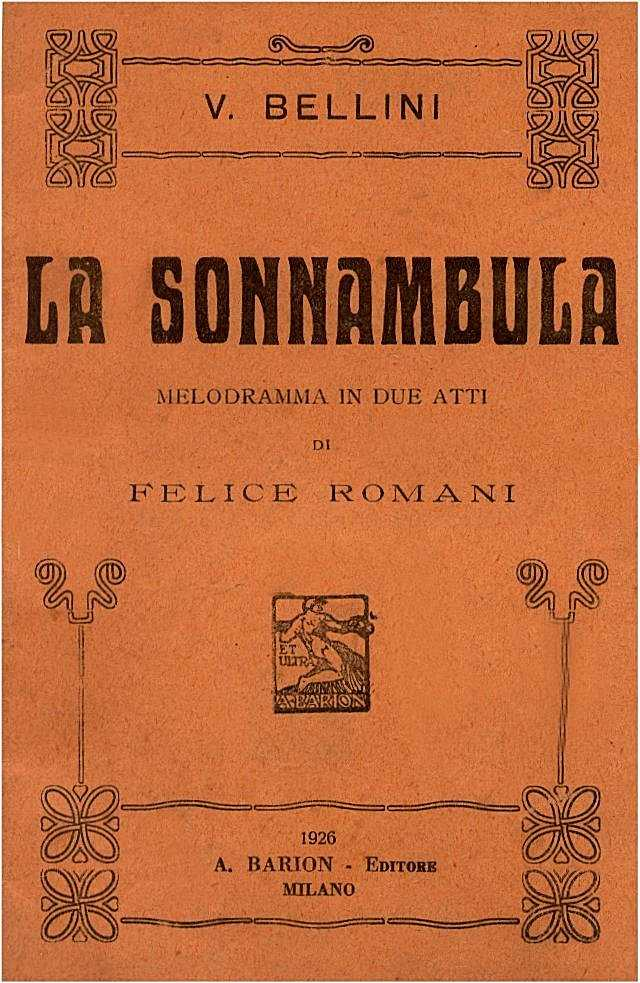
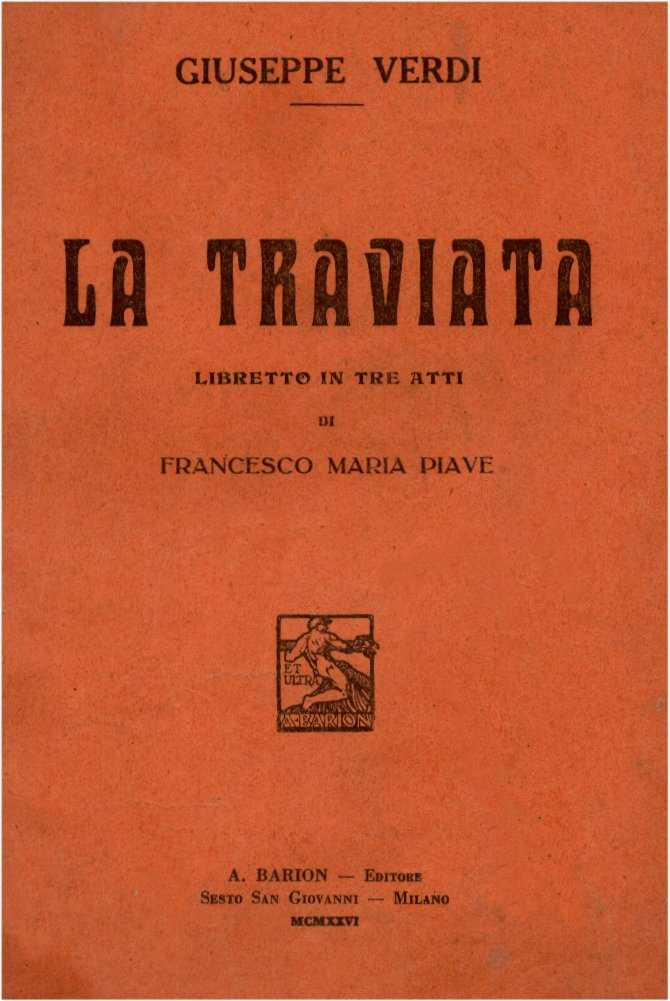
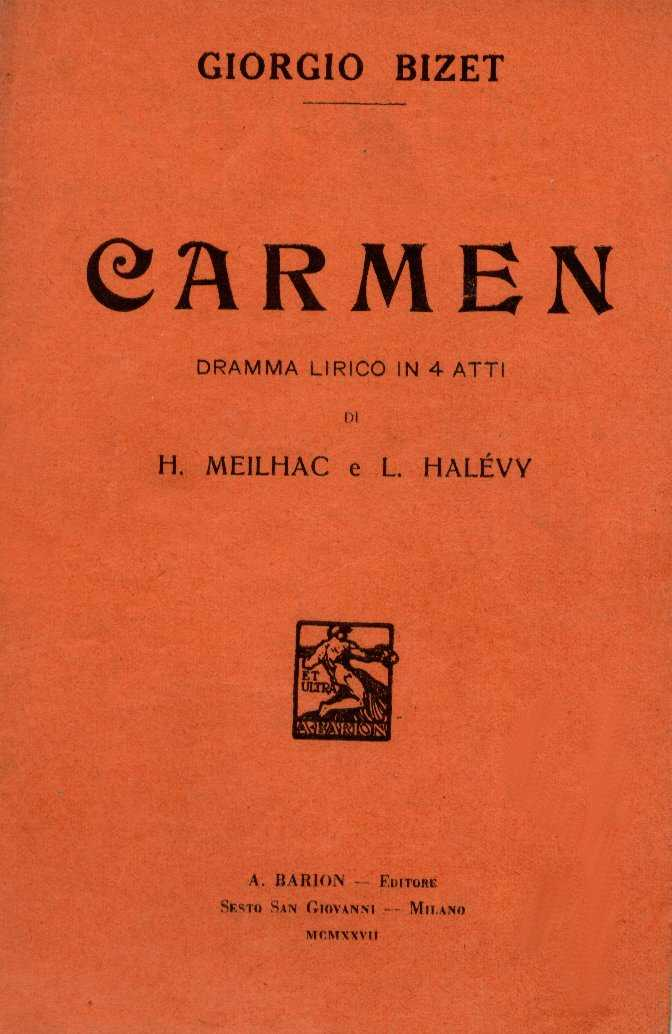
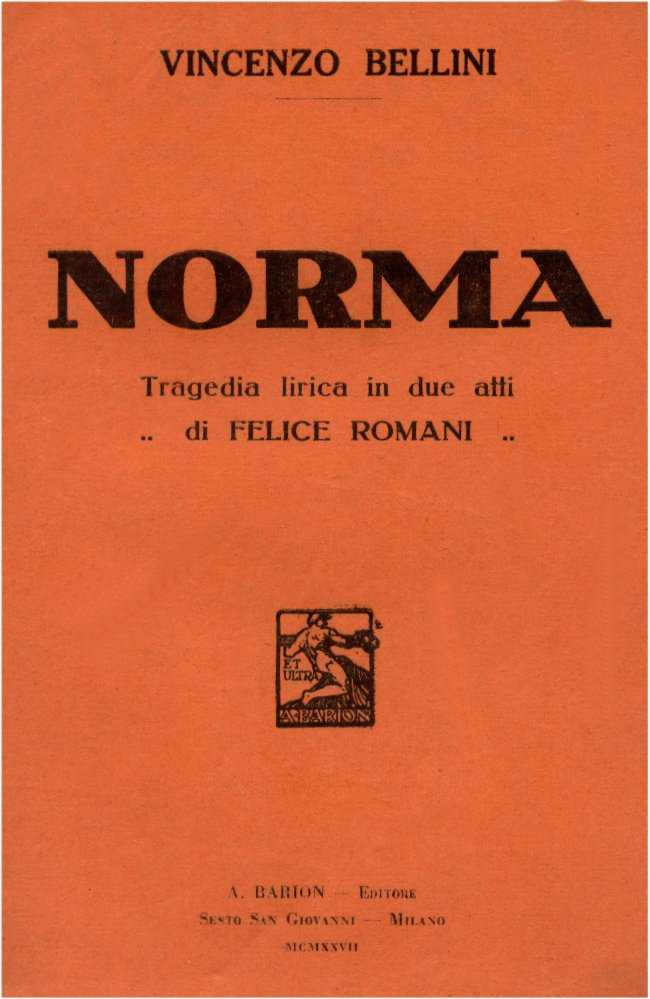
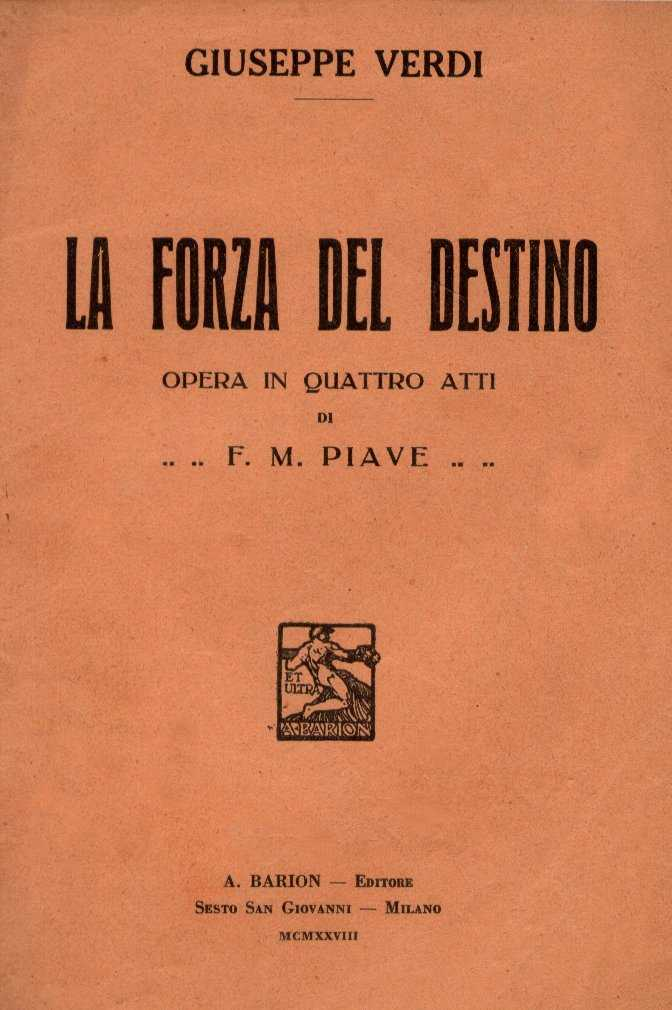
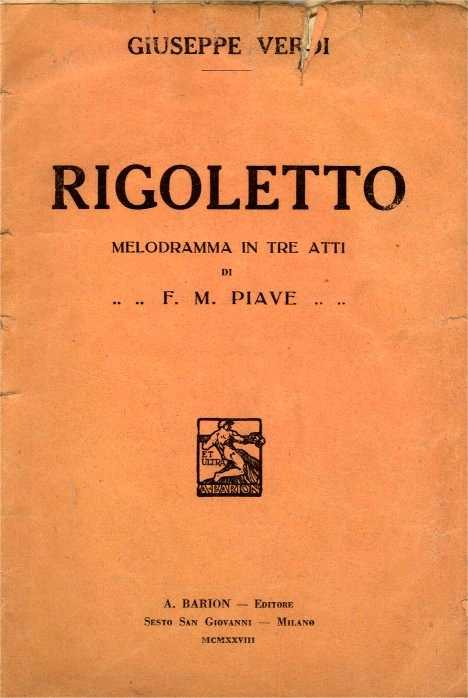
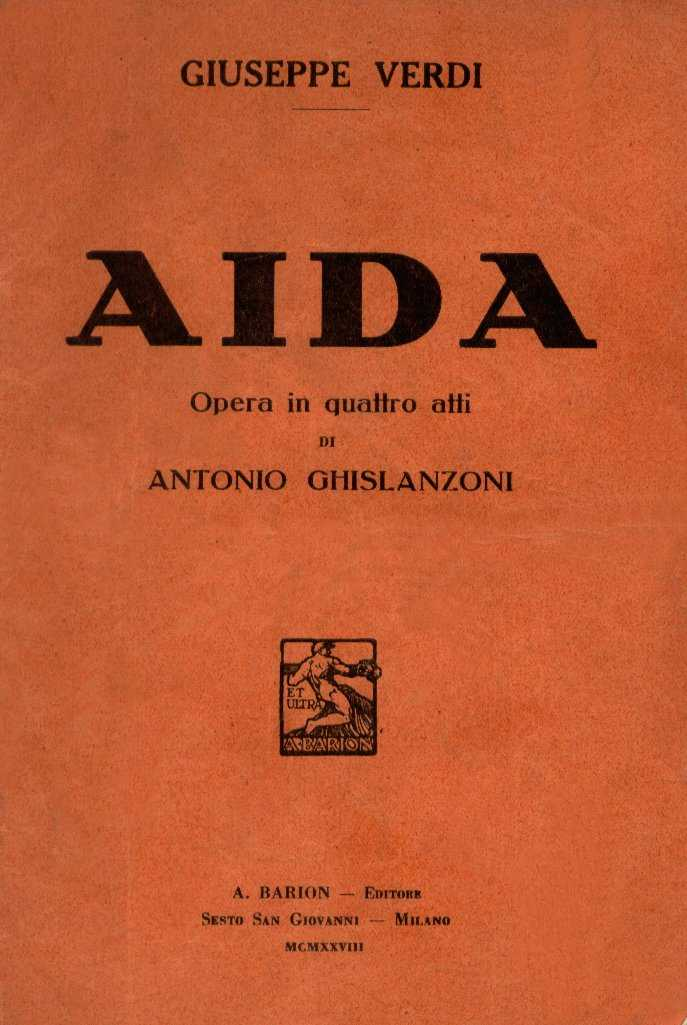
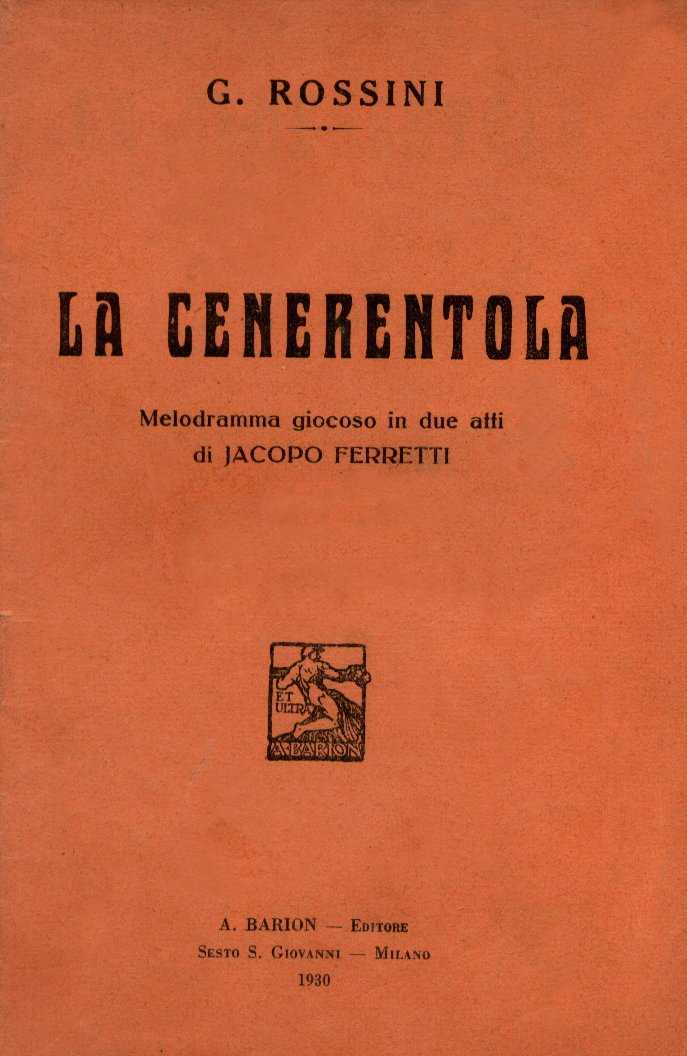
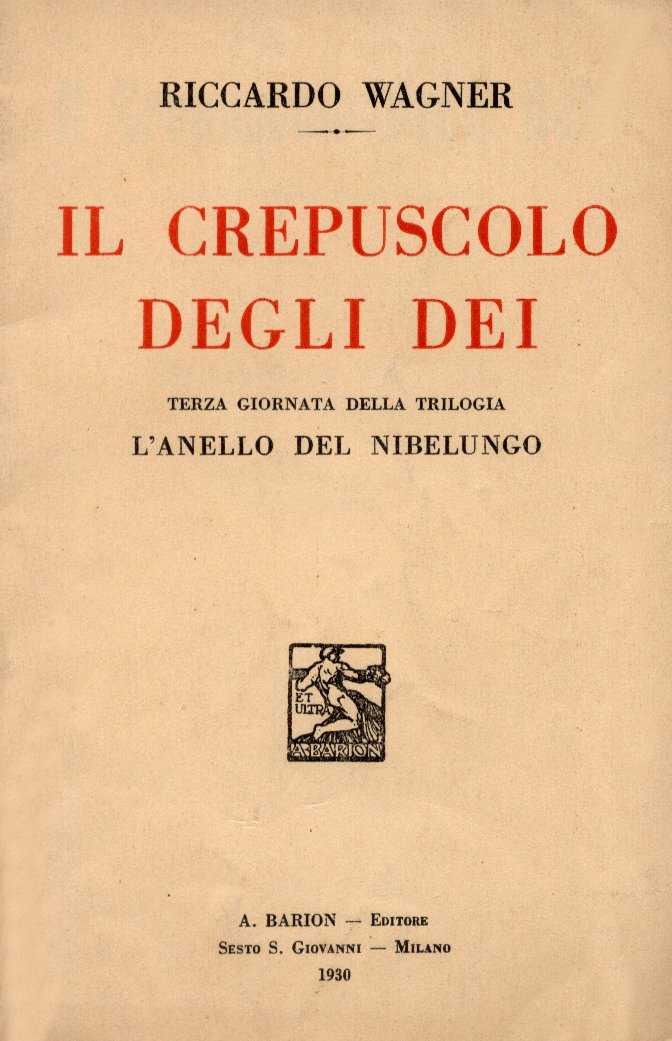
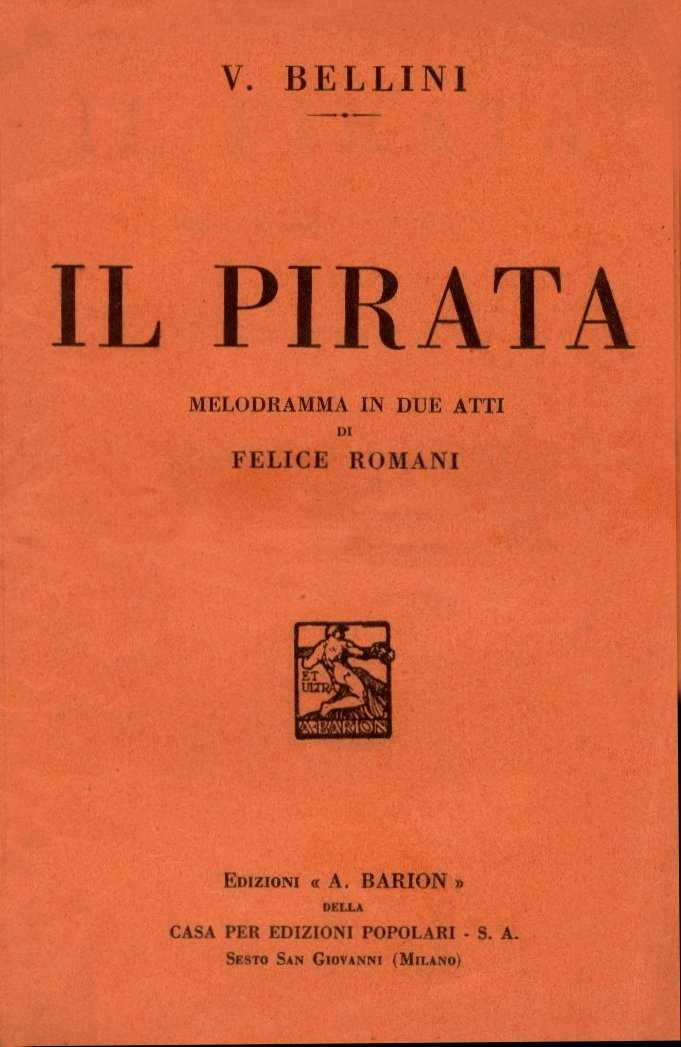
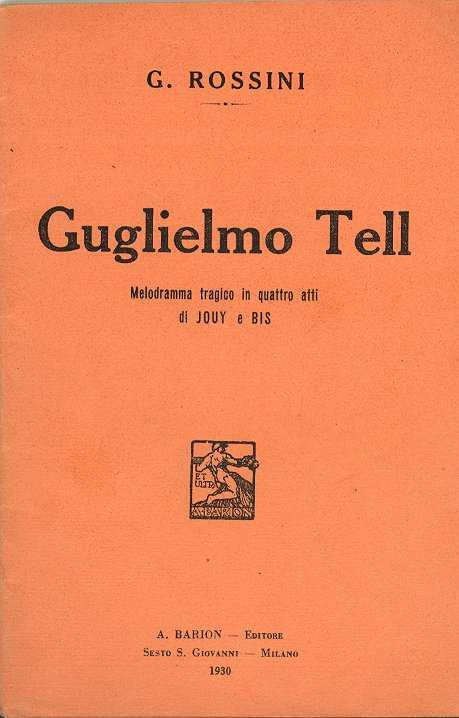
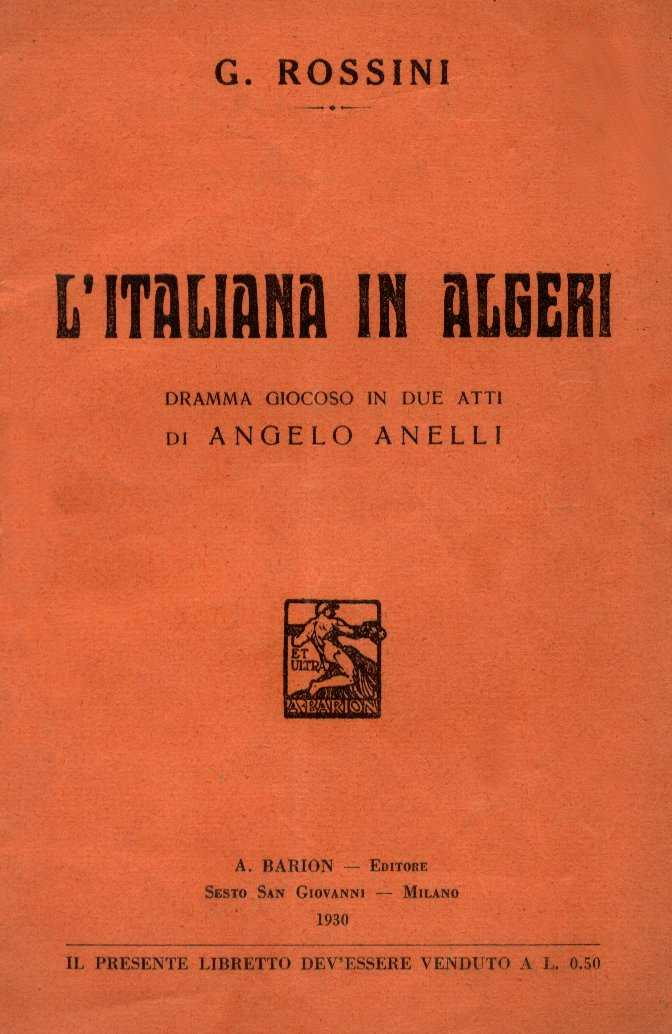
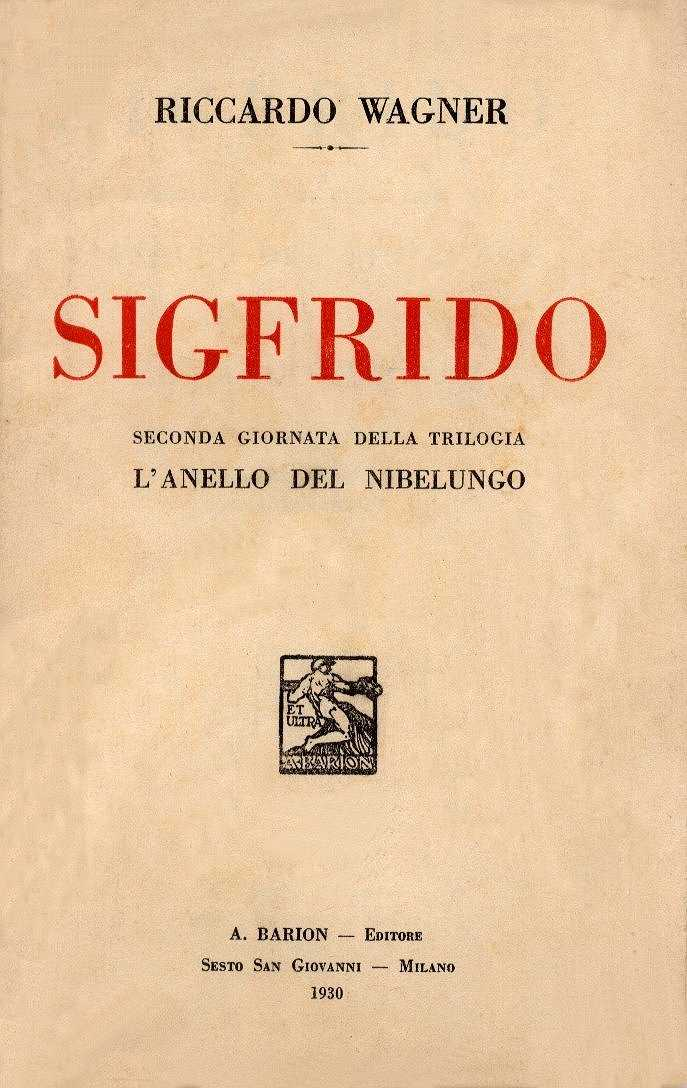
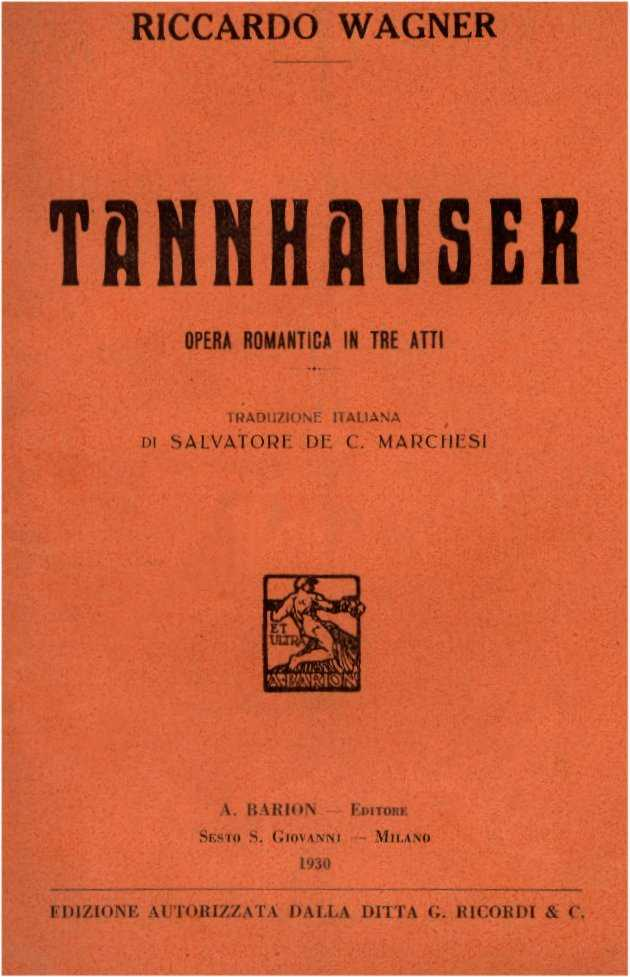
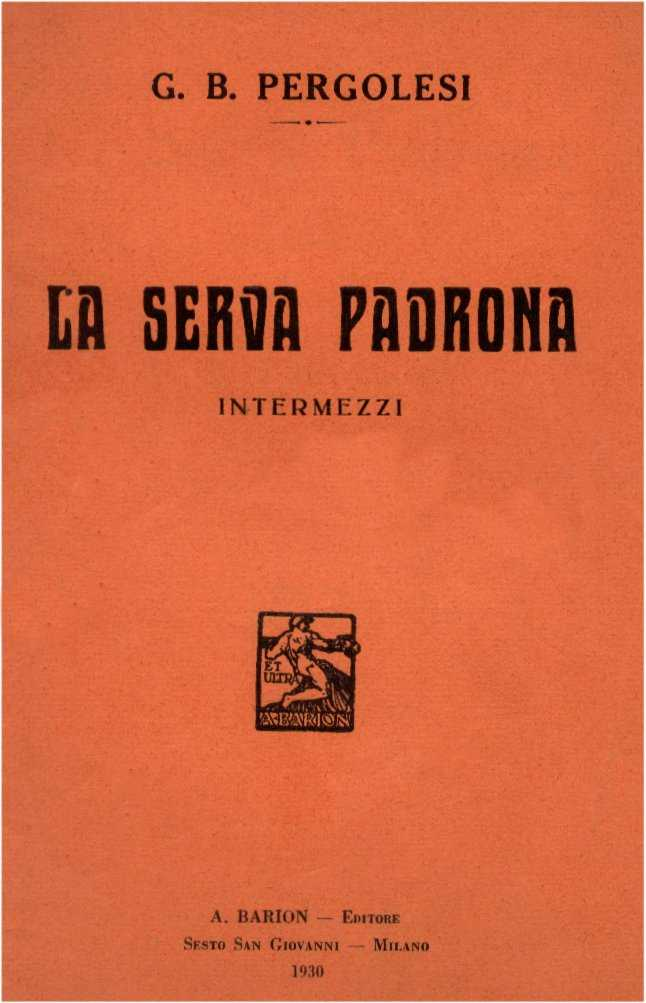
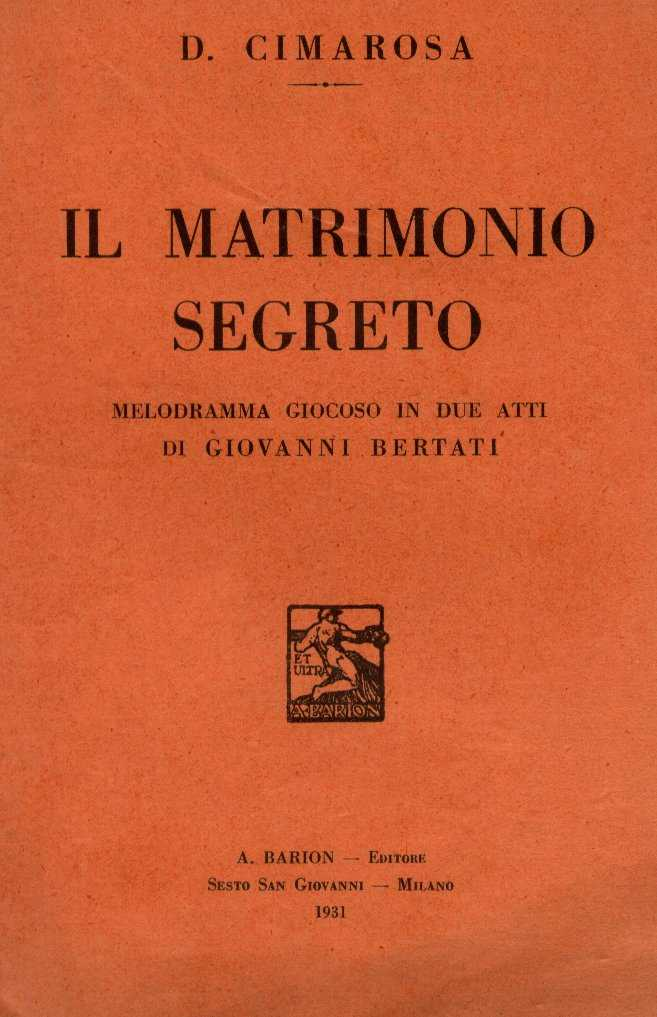
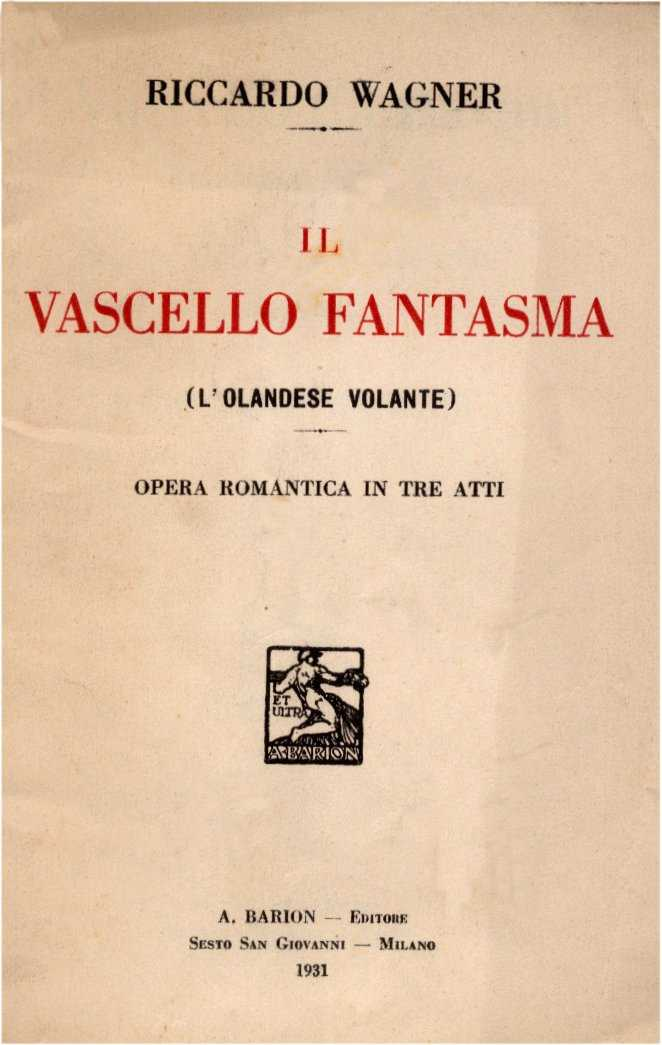
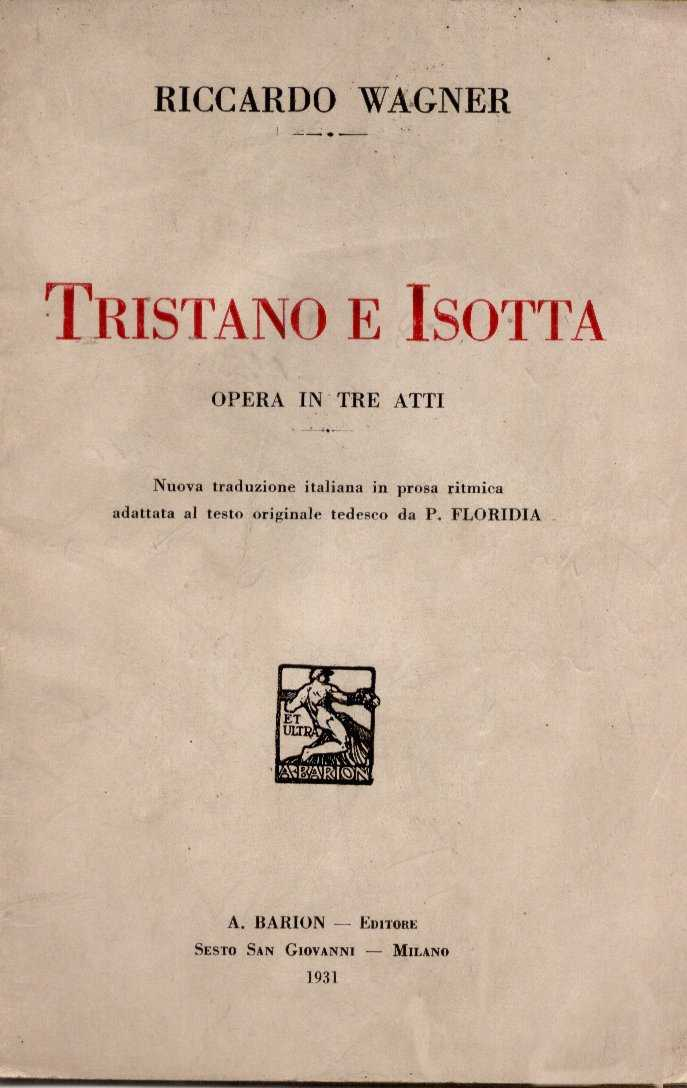
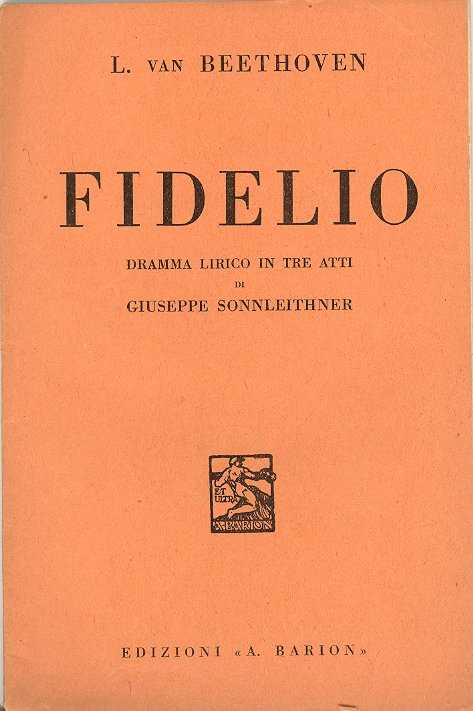
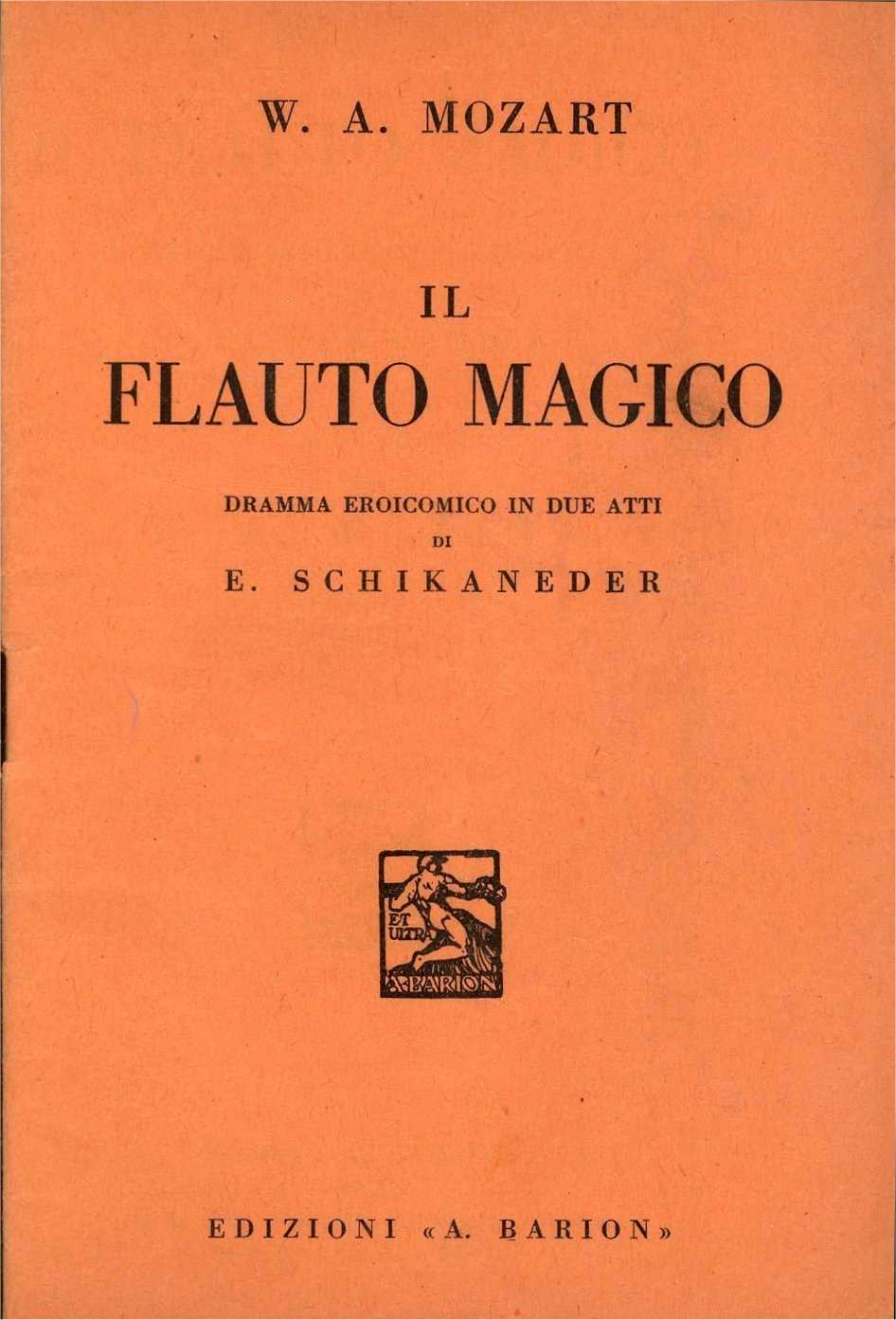
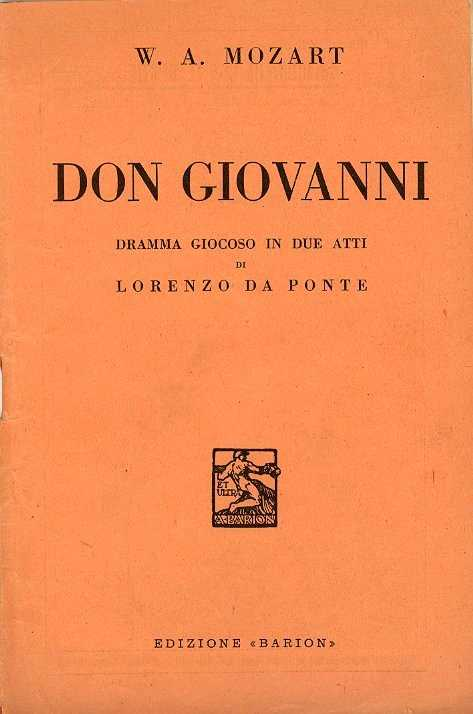
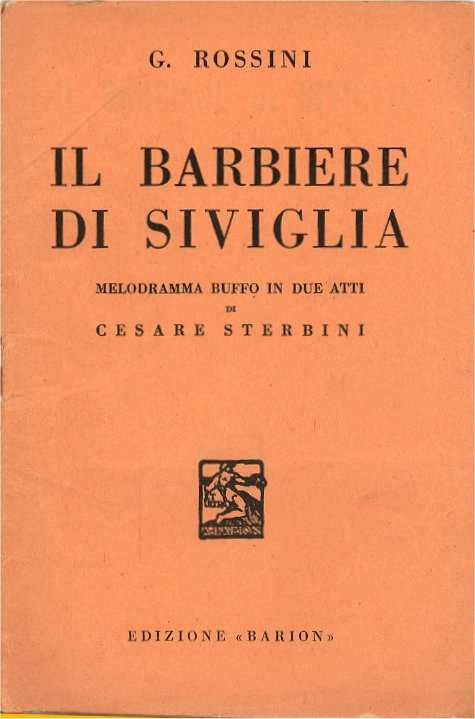